# 1664
1664 (MDCLXIV) byl rok, který dle gregoriánského kalendáře započal úterým.

## Události
- Francouzi zakládají vlastní Východoindickou obchodní společnost (La Compagnie française des Indes orientales)
- realizováno poštovní spojení Prahy s Drážďany a Lipskem přes Lovosice
- v Mantově byl založen deník Gazzetta di Mantova
- 24. červen - Oblast mezi řekami Hudson a Delaware získal na počest majitele Sira George Cartereta název New Jersey.[1]

### Probíhající události
- 1652–1689 – Rusko-čchingská válka
- 1663–1664 – Rakousko-turecká válka

## Narození

#### Česko
- 16. březen – Maxmilián Quido z Martinic, šlechtic († 30. červen 1733)
- 10. srpna – Otmar Daniel Zinke, opat břevnovsko-broumovského opatství († 8. září 1738)
- 18. září – Walter Xaver z Ditrichštejna, moravsko-rakouský šlechtic a kníže († 3. listopadu 1738)
- neznámé datum
  - Jan Damascén Marek, františkán († 12. února 1725)
  - David Oppenheimer, pražský vrchní rabín († 12. září 1736)

#### Svět
- 17. ledna – Antonio Salvi, italský lékař, dvorní básník a operní libretista († 21. května 1724)
- 24. ledna – John Vanbrugh, anglický architekt a dramatik († 26. března 1726)
- 06. února – Mustafa II., sultán Osmanské říše († prosinec 1703)
- 24. února – Thomas Newcomen, anglický kovář a vynálezce († 5. srpna 1729)
- 14. března – Silvio Stampiglia, italský básník, operní libretista († 27. ledna 1725)
- 20. března – Johann Baptist Homann, německý kartograf, geograf, rytec a vydavatel († 1. července 1724)
- 06. dubna – Arvid Horn, švédský generál, diplomat a politik († 18. dubna 1742)
- 30. dubna – František Ludvík Bourbon-Conti, kníže z Conti († 22. února 1709)
- 30. května – Jan Kašpar II. Cobenzl, rakouský šlechtic, politik a dvořan († 30. dubna 1742)
- 03. června – Rachel Ruyschová, nizozemská malířka († 12. srpna 1750)
- 15. června – Jean Meslier, francouzský katolický kněz a ateistický filozof († 17. červen 1729)
- 22. června – Jan Arnošt III. Sasko-Výmarský, německý vévoda († 10. května 1707)
- 18. července – František Ludvík Neuburský, německý římskokatolický duchovní († 16. dubna 1732)
- 04. srpna – Louis Lully, francouzský hudební skladatel († 1. dubna 1734)
- 05. září
  - Louis-Antoine de Pardaillan de Gondrin, francouzský šlechtic a syn Madame de Montespan († 14. května 1736)
  - Charlotte Lee, hraběnka z Lichfieldu, nemanželská dcera anglického krále Karla II. († 17. února 1718)
- 22. září – pokřtěna Catherine Jérémie, porodní asistentka a botanička z Nové Francie († pohřbena 1. července 1744)
- 12. října – Praskovja Fjodorovna Saltykovová, ruská carevna, manželka Ivana V. († 13. října 1723)
- 24. listopadu – Markéta Marie Farnese, parmská princezna a vévodkyně z Modeny a Reggia († 17. června 1718)
- neznámé datum
  - Marfa Matvejevna Apraksina, ruská carevna, manželka Fjodora III. Alexejeviče († 31. prosince 1716)
  - John Jennings, britský admirál a později šlechtic († 23. prosince 1743)

## Úmrtí

#### Česko
- 29. února – Sylvie Kateřina Černínová z Millesina, česká šlechtična (* 1606)
- 14. března – Jan Mydlář, staroměstský kat (* 1572)
- 17. září – Ivo Nevřelý, františkán (* ?)
- 10. listopadu – Samuel Capricornus, český hudební skladatel a kapelník (* 1628)
- neznámé datum
  - Jiří Plachý, jezuitský profesor a obránce Prahy (* 1606)
  - Gabriel Serényi, moravský šlechtic a politik uherského původu (* ?)

#### Svět
- 14. ledna – Františka Magdaléna Orleánská, francouzská princezna, savojská vévodkyně (* 13. října 1648)
- 27. ledna – Karel I. Josef, rakouský arcivévoda (* 7. srpna 1649)
- 05. února – Christen Aagaard, dánský básník (* 1616)
- 08. února – Peter Benický, slovenský básník (* 1603)
- 05. května – Giovanni Benedetto Castiglione, italský barokní malíř (* 1609)
- 11. května – Salomon de Bray, nizozemský barokní architekt a malíř (* 1597)
- 04. července – Jiří III. Břežský, kníže z rozrodu slezských Piastovců (* 4. září 1611)
- 16. července – Andreas Gryphius, německý básník a dramatik (* 2. října 1616)
- 27. srpna – Francisco de Zurbarán, španělský malíř (* 7. listopadu 1598)
- 31. října – Vilém Fridrich Nasavsko-Dietzský, hrabě Nasavsko-Dietzský a místodržitel Fríska, Stadtholderu, Drentska a Groningenu (* 7. srpna 1613)
- 18. listopadu – Mikuláš Zrinský, chorvatský a maďarský básník, vojevůdce a politik (* 1620)
- 26. prosince – Eleonora Dorotea Anhaltsko-Desavská, anhaltsko-desavská princezna a sasko-výmarská vévodkyně (* 16. února 1602)
- neznámé datum
  - Lan Jing, čínský malíř mingského období (* 1585)
  - Jan Pieter Brueghel, vlámský barokní malíř (* pokřtěn 29. srpna 1628)
  - Cornelio Malvasia, italský aristokrat, astronom a vojenský vůdce (* 1603)
  - Ivan Bohun, ukrajinský kozácký plukovník (* ?)
  - Ivan Vyhovský, hejtman ukrajinských kozáků (* po 1600)
  - Marie-Charlotte de Balzac d'Entragues, milenka francouzského a navarrského krále Jindřicha IV. (*1588)

## Hlavy států
- Anglie – Karel II. (1660–1685)
- Francie – Ludvík XIV. (1643–1715)
- Habsburská monarchie – Leopold I. (1657–1705)
- Osmanská říše – Mehmed IV. (1648–1687)
- Polsko-litevská unie – Jan Kazimír II. Vasa (1648–1668)
- Rusko – Alexej I. (1645–1676)
- Španělsko – Filip IV. (1621–1665)
- Švédsko – Karel XI. (1660–1697)
- Papež – Alexandr VII. (1655–1667)
- Perská říše – Abbás II.